# Пеганово (Вологодская область)
Пеганово — деревня в Великоустюгском районе Вологодской области. Бывший административный центр упразднённого Нижнешарденгского сельского поселения и Нижнешарденгского сельсовета. Входит в состав Трегубовского сельского поселения с административным центром в деревне Морозовица.
Расстояние до районного центра Великого Устюга по автодороге — 25 км, до центра муниципального образования Морозовица — 10 км. Ближайшие населённые пункты — Герасимово, Власово, Пестово, Немоново, Новосёлово.
По переписи 2002 года население — 380 человек (177 мужчин, 203 женщины). Преобладающая национальность — русские (98 %).
Ансамбль, состоящий из церкви Николая Чудотворца и здания бывшей приходской школы с регулярным парком в Пеганово — памятник архитектуры.